# 武蒂維峰
武蒂維峰(英語：Mount Wuteve)是西非國家利比里亞的山峰，屬於畿內亞高地的一部分，位於該國北部洛法縣，毗鄰與畿內亞接壤的邊境，海拔高度1,440米，是該國最高點。